# Linguine

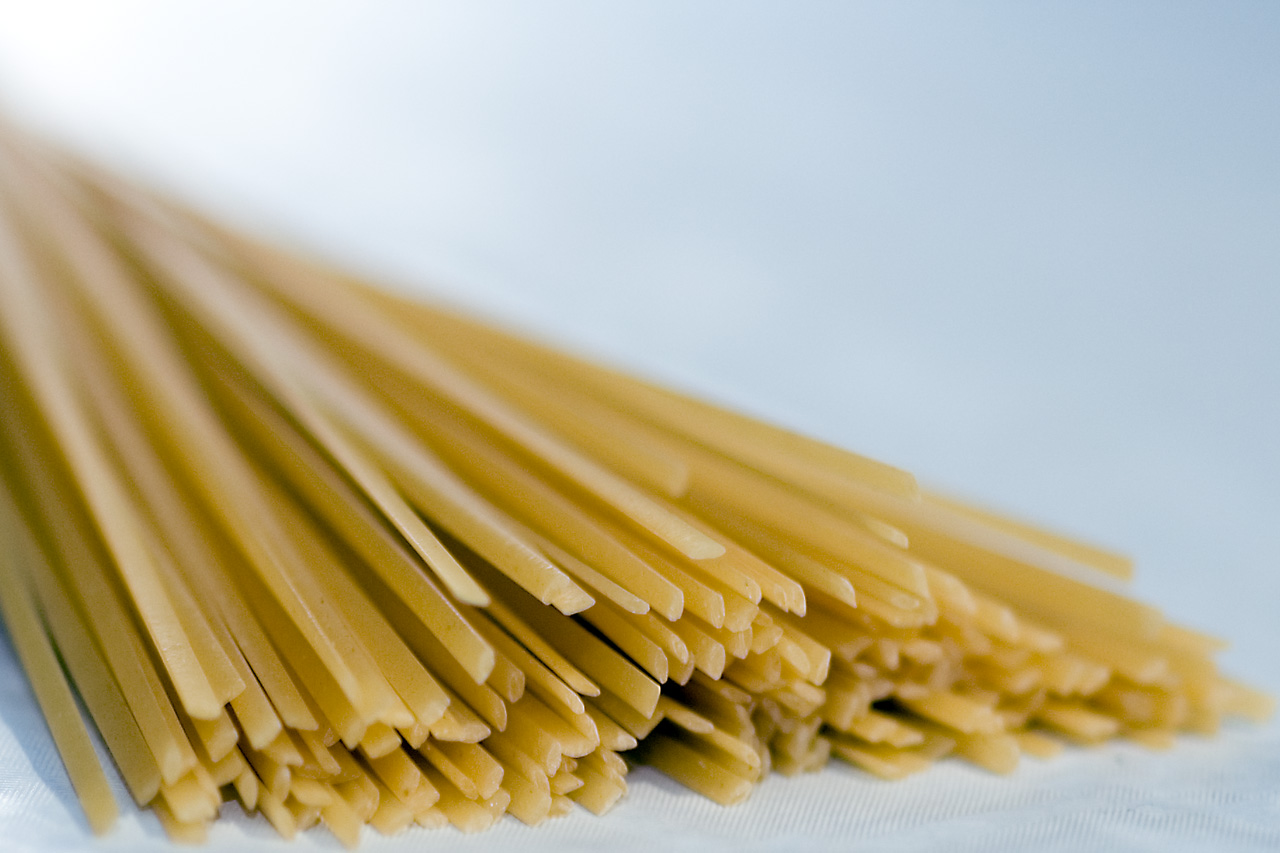
Linguine en estado crudo.

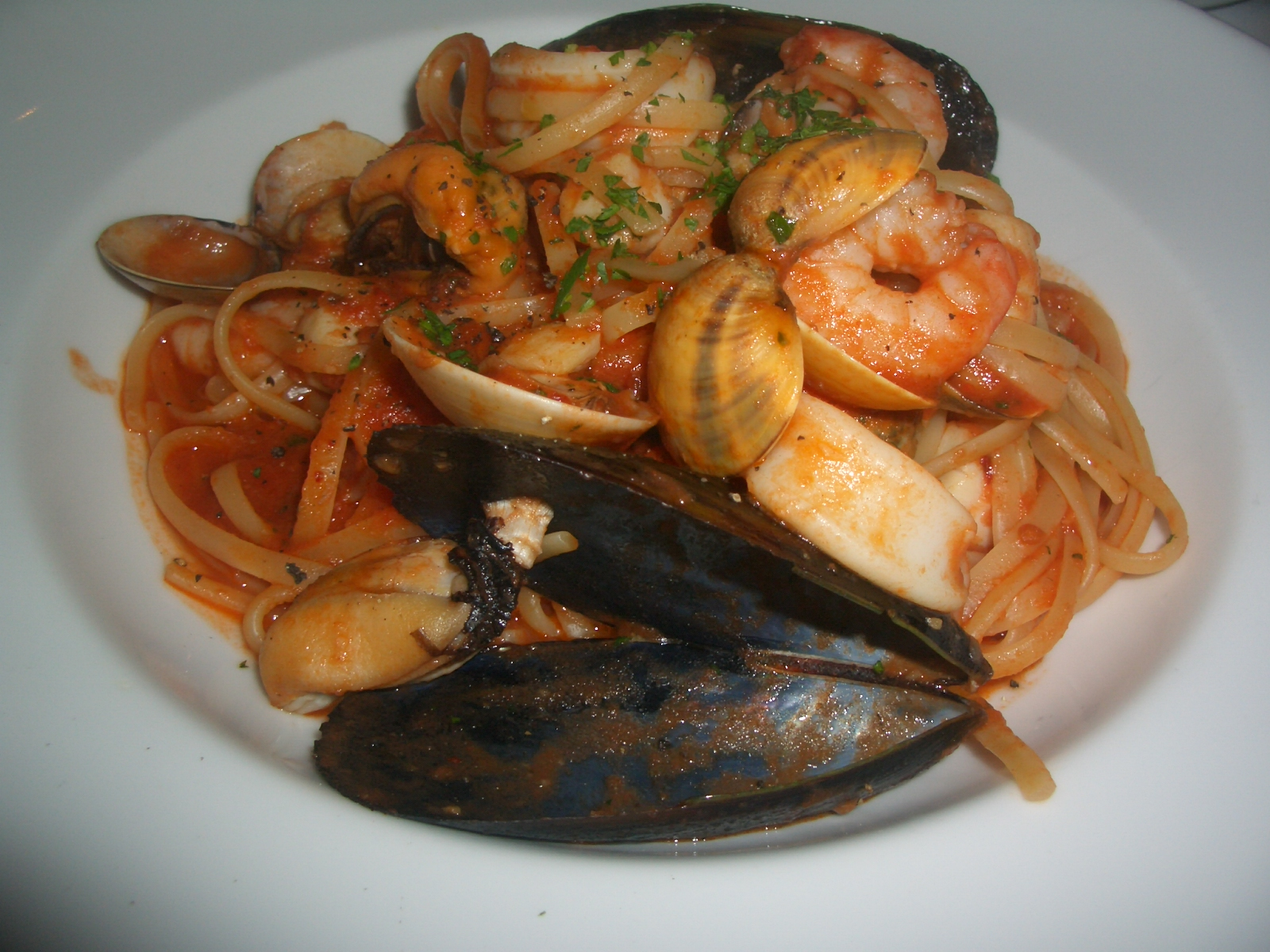
Linguine con mariscos.

Linguine (a veces escrito como linguini, del italiano del plural de linguina: linguine, lengüitas) es un tipo de pasta aplastado similar al spaghetti originario de Liguria, región de Italia.

## Características
En España se conoce frecuentemente bajo el nombre de "tallarines". La conformación particular de los "linguine" se emplea especialmente para recetas a base de pescado o para acompañar productos del mar, como peces y mariscos. Por su forma, se adaptan a cualquier tipo de salsa. Los "tagliolini", los verdaderos tallarines italianos son otro tipo de pasta similar, comercializado sobre todo en Italia, prácticamente idénticos pero más delgados.